# Hansi Knoteck
Hansi Knoteck, właściwie Johanna Gnoteck (ur. 2 marca 1914 w Wiedniu zm. 23 lutego 2014 w Eggstätt) – austriacka aktorka teatralna i filmowa.  

## Życiorys
Johanna urodziła się w Wiedniu jako córka dyrektora ubezpieczeniowego i aktorki. Była siostrzenicą wielkiej aktorki Kathariny Schratt  (1853 – 1940). Uczyła się w szkole baletowej, a następnie przez trzy lata w Universität für Musik und darstellende Kunst Wien. Po debiucie sceniczym w Mariańskich Łaźniach przeniosła się do Morawskiej Ostrawy a następnie do lipskiego Alte Theater, gdzie w sztuce Der junge Baron Neuhaus odniosła po raz pierwszy duży sukces. 20-letnia Hansi Knoteck wyjechał do Berlina, gdzie szybko została zaangażowana w produkcjach filmowych. 
W 1940 poślubiła aktora Viktora Staala, z którym zagrała w ośmiu filmach. W 1942 roku urodził się ich syn Hannes Staal.

## Wybrane role
- 1934: Schloß Hubertus
- 1934: Fürst Woronzeff
- 1935: Das Mädchen vom Moorhof
- 1935: Der Zigeunerbaron
- 1935: Die Heilige und ihr Narr
- 1936: Inkognito
- 1937: Waldwinter
- 1937: Brillanten
- 1937: Das schöne Fräulein Schragg
- 1937: Das Schweigen im Walde – Regie: Hans Deppe
- 1937: Sherlock Holmes
- 1937: Ritt in die Freiheit
- 1937: Wenn Frauen schweigen
- 1937: Gewitter im Mai
- 1938: Prinzessin Wildfang
- 1938: Der Edelweißkönig
- 1939: Heimatland
- 1939: Waldrausch
- 1940: Das sündige Dorf
- 1940: Im Schatten des Berges
- 1940: Der laufende Berg
- 1941: Venus vor Gericht
- 1942: Die Erbin vom Rosenhof
- 1944: Das war mein Leben
- 1948: Leckerbissen
- 1950: Die fidele Tankstelle
- 1951: Grenzstation 58
- 1951: Heimat deine Sterne
- 1952:  Haus des Lebens
- 1952: Heimatglocken
- 1954:  Grzech
- 1955:  Der dunkle Stern
- 1955: Der Pfarrer von Kirchfeld
- 1974:  Der Jäger von Fall